# Recuérdame (canción de Coco)
«Recuérdame» —en inglés: «Remember Me»— es una canción de la película animada Coco de Pixar, escrita por Robert López y Kristen Anderson-Lopez. La canción fue interpretada por múltiples artistas en las diferentes traducciones de la película. La canción fue interpretada y galardonada con un premio Óscar a la mejor canción original en la 90.ª ceremonia de los Premios de la Academia.

## Contexto
La canción es utilizada en múltiples escenas durante la película. Es conocida primeramente como el gran éxito de Ernesto de la Cruz para finalmente descubrirse que el compositor original es Héctor Rivera. En el clímax de la cinta aparecen las versiones «Arrullo» y «Reencuentro». Durante los créditos suena una versión diferente dependiendo del lenguaje de proyección; para México y el resto de los países de habla española la versión de Carlos Rivera y para Estados Unidos la versión dúo de Miguel y Natalia Lafourcade.

## Historia

### Producción
El equipo de producción investigó la música popular mexicana, y se propuso escribir una canción que podría haber sido cantada por Jorge Negrete o Pedro Infante. Escribieron la canción como un bolero-ranchero, siendo cuidadosos para que la canción también pudiera ser interpretada como una balada. Robert escribió la música, y Kristen escribió la letra. Kristen explicó que quería explorar la idea de usar la música para «traer de vuelta a las personas» tanto figuradamente como literalmente.

### Impacto
La canción ha sido adoptada por muchas familias como manera de ayudar a los niños para soportar la muerte, pérdida, o cambio en sus vidas. Un video de un niño de cuatro años despidiendo a su hermana difunta se hizo viral.

## Premios
La canción ha sido nominada para una variedad de premios, incluyendo el Globo de Oro a la mejor Canción Original y el Premio de Academia por mejor Canción Original, ganando el último.

## Memoria de los Artistas
El 3 de junio de 2018 Carlos Rivera cantó en la entrega de los Premios Martín Fierro para rendir un homenaje a los artistas fallecidos entre 2017 y 2018.